# Peristera
Peristera (em grego:  Περιστέρα) ou Áspro, localmente conhecida também por Xero (que significa em grego "seco"), é uma ilha das Espórades, Grécia. Fica a leste da ilha Alónissos e faz parte do município de Alónissos e em 2001 contava apenas com 5 habitantes.
As ilhas mais próximas são Alónissos a norte e oeste e os ilhéus Adelfos também a oeste.